# Luigi Leonardo Colli
Luigi Leonardo Colli, noto anche come Luigi Colli Ricci, marchese di Felizzano (Alessandria, 23 marzo 1757 – Alessandria, 31 marzo 1809), è stato un generale italiano.

## Biografia

### Inizi
Nacque in una famiglia con tradizioni forensi che nel 1753 aveva acquistato il feudo di Felizzano dal marchese Evasio Sibaldi; il cognome Ricci fu ereditato dalla nonna materna (Teresa Ricci dei conti di Solbrito). Luigi Colli fu avviato giovanissimo alla carriera militare: arruolato nel reggimento di Monferrato nel 1773, divenne luogotenente aiutante maggiore nel 1775 e capitano nel 1781. Nel 1786 passò al reggimento di Acqui e nel 1793 a quello di Mondovì come maggiore.

### Generale sabaudo
Nel frattempo il Regno di Sardegna era entrato in guerra con la Francia rivoluzionaria (1792); l'esercito sardo, comandato nell'ambito della Prima coalizione dai generali austriaci Devins e Colli-Marchini, subì numerose sconfitte dopo le quali i francesi occuparono Nizza e la Savoia. Colli combatté valorosamente in numerose battaglie; nel 1794 fu decorato con la croce dei SS. Maurizio e Lazzaro. Il 30 novembre 1795 venne ferito gravemente a Ronchini e poco dopo gli fu conferito il grado di colonnello. Il 20 marzo 1796 ricevette il comando di due battaglioni di cacciatori e si mise nuovamente in luce per il valore e per l'abilità strategica. Il 15 maggio 1796, con la firma del Trattato di Parigi, si sancì di fatto l'isolamento politico del regno di Sardegna e la necessità di un capovolgimento delle alleanze dalla coalizione antifrancese a un'alleanza con la Francia. Colli prese parte attiva sia a trattative diplomatiche per un avvicinamento alla Francia (fu tra i negoziatori sabaudi del Preliminare di Leoben) sia alla difesa attiva dello stato sabaudo dal colpi di mano dei "giacobini", cioè degli italiani che appoggiavano la rivoluzione francese. In particolare fu al fianco di Cacherano d'Osasco nella vittoria contro le truppe di Trombetta di San Benigno che avevano occupato Carrosio.

### Generale napoleonico
Il 9 dicembre 1798 Carlo Emanuele IV, costretto a cedere alla repubblica francese i territori rimanenti della penisola italiana, ordinava ai sudditi obbedienza al governo francese. Colli pertanto entrò a far parte dell'esercito d'Italia col grado di generale di brigata sotto Joubert e Moreau. Si comportò valorosamente anche nell'armata francese e il suo è uno dei nomi incisi sotto l'Arco di Trionfo di Parigi. Il 12 maggio 1799, nella Seconda battaglia di Bassignana, sostituì nel comando il generale Quesnel, che era stato ferito, e costrinse i Russi alla ritirata; pochi giorni dopo (16-20 maggio 1799) si batté contro gli Austro-russi alle porte di Alessandria. Il 15 agosto 1799, nel corso della battaglia di Novi, venne tuttavia ferito e fatto prigioniero dagli Austriaci che lo internarono in Ungheria. Luigi Colli, che aveva sposato Marianna Cristina Canalis di Cumiana, a sua volta figlia di Giulia Alfieri, sorella di Vittorio Alfieri, scrisse al poeta dalla prigionia due lettere per giustificare la sua militanza nell'Armata francese in Italia; Vittorio Alfieri tuttavia non si convinse ed esortò il nipote ad abbandonare i Francesi.
Liberato in seguito a uno scambio e rientrato in Italia il 18 dicembre 1800, riprese servizio nella divisione di Loison. Nella campagna d'Italia del 1801 si distinse nella battaglia del Mincio (25–26 dicembre 1800). Il 2 marzo 1801 divenne capo di Stato Maggiore della 27ª divisione militare del Piemonte; la sedizione di un'insurrezione militare scoppiata in Torino e Moncalieri gli procurò la nomina a generale di divisione (14 settembre 1802). L'amicizia con Moreau, il generale che cominciò a cospirare contro Napoleone, lo resero oggetto di sospetti da parte di Bonaparte, per cui il 31 marzo 1806 fu congedato.